# Вудбриџ (Њујорк)
Вудбриџ (енгл. Woodridge) град је у америчкој савезној држави Њујорк.

## Демографија
По попису из 2010. године број становника је 847, што је 55 (-6,1%) становника мање него 2000. године.
| Група             | 2000.       | 2010.       |
| Белци             | 554 (61,4%) | 428 (50,5%) |
| Афроамериканци    | 112 (12,4%) | 101 (11,9%) |
| Азијати           | 9 (1,0%)    | 19 (2,2%)   |
| Хиспаноамериканци | 213 (23,6%) | 293 (34,6%) |
| Укупно            | 902         | 847         |